# Cyfranc Lludd a Llefelys
Cyfranc Lludd a Llefelys ['kɘvraŋk ɫiːð a ɫe'velis] („Die Geschichte von Lludd und Llefelys“) ist der Titel einer kurzen Erzählung aus dem Mabinogion der walisischen Mythologie. Die Sage wurde im 12. oder 13. Jahrhundert niedergeschrieben und ist sowohl im Llyfr Gwyn Rhydderch („Das Weiße Buch von Rhydderch“) als auch im Llyfr Coch Hergest („Das Rote Buch von Hergest“) enthalten.

## Inhalt
Lludd, der König Britanniens, Sohn und Nachfolger von König Beli Mawr fab Mynogan, bittet seinen jüngeren Bruder Llefelys, den König von Frankreich, sein Reich von drei Plagen zu befreien. Llefelys war einst mit Hilfe seines Bruders König durch seine Heirat mit der Tochter des Königs von Frankreich geworden. Das Volk der Coranieid, die jedes ausgesprochene Wort mithören können und deshalb unbesiegbar sind, ein Drache, der mit seinem durchdringenden Brüllen Mensch und Tier unfruchtbar macht, und ein  Hexer, der in jeder Nacht alle Wachen einschlafen lässt und dann die Vorräte des Königshofes stiehlt, sind diese Heimsuchungen.
Lludd kommt nach Frankreich zu Llefelys und holt sich Rat bei ihm. Llefelys gibt ihm ein Horn mit, dessen Klang die Coranieid taub macht, so dass der Rettungsplan besprochen werden kann. Da die Coranieid durch ein Insektengift getötet werden können, das für die Britannier unschädlich ist, werden sie bei einem gemeinsamen Mahl vergiftet. Den Drachen macht er nach Llefelys’ Rat mit Met betrunken, lockt ihn in eine Falle und sperrt ihn in Dinas Emrys (bei Beddgelert im Norden von Wales) in ein steingemauertes Gefängnis. Gegen den Zaubergesang des Magiers hält Lludd sich mit einem Guss eiskalten Wassers munter, kann ihn überwinden und macht ihn zu seinem treuen Diener.
Die Sage ist auch im Brut y Brenhinedd („Chronik der Könige“), der walisischen Form von Geoffreys von Monmouth Historia Regum Britanniae, zu finden und gehört zum Kreis der Erzählungen um Beli Mawr.